# جان هرتی
جان هرتی (انگلیسی: John Herety؛ زادهٔ ۸ مارس ۱۹۵۸) دوچرخه‌سوار سابق اهل بریتانیا است. وی در تیم‌هایی همچون تیم دوچرخه‌سواری مرسیه عضویت داشته است.